# 김영삼 (축구인)
김영삼(한국 한자: 金英三, 1982년 4월 4일 ~ )은 K리그 클래식의 울산 현대에서 활약하였던 대한민국의 전 축구 선수였다. 현재 동명fc 감독으로 재직중이다.

## 축구인 생활

### 선수 생활
2005년 울산 현대에 입단하여 2005 K리그 우승, 2006년에는 대한민국 슈퍼컵 우승, A3 챔피언스컵 우승, 2007년에는 리그컵 우승을 이끌었다.
2009 시즌이 끝난 후, 군 문제를 해결하고자 상주 상무에 입대하였고, 2011년 시즌 중, 군 복무를 마치고 팀에 복귀하여 2011 K리그 준우승에 공헌하였다. 2012년에는 팀이 AFC 챔피언스리그 우승을 차지하는 데 큰 공헌을 하였다.
2016 시즌 종료 후 은퇴를 선언한 김영삼은 11월 2일 열린 제주와의 시즌 마지막 리그 경기에서 후반 42분 교체 출전하며 선수 생활 마지막 경기를 치렀으며, 동시에 울산에서의 K리그 및 리그컵 통산 200경기 출전을 달성하였다. 김영삼은 이 경기를 끝으로 12년 간 이어온 선수 생활을 마무리하였으며, 2003년 정정수의 은퇴 이후 13년 만에 울산의 원클럽맨으로 은퇴하는 선수가 되었다. 은퇴 이후, 울산의 스카우트로 선임되었다.
2020 시즌을 앞두고 수원 FC 코치로 부임하였다.
2024년 1월 4일 부산 동명FC U-18 감독으로 선임되면서 유소년 지도자로 커리어를 시작했다.

## 수상

#### 울산 현대 호랑이
- K리그 우승

우승 (1): 2005
- 대한민국 슈퍼컵

우승 (1): 2006
- K리그 컵 우승

우승 (1): 2007
- A3 챔피언스컵 우승 1회 (2006년)
- AFC 챔피언스리그 우승 1회 (2012년)

## 그 외
신인 때부터 펀드에 투자하여 높은 수익률을 낸 것이 기사화되기도 하였다.